# Scotophaeus typhlus
Scotophaeus typhlus är en spindelart som beskrevs av Schmidt och Piepho 1994. Scotophaeus typhlus ingår i släktet Scotophaeus och familjen plattbuksspindlar. Inga underarter finns listade i Catalogue of Life.